# التعليم في تايوان
تتولى وزارة التعليم مسؤوليةَ النظام التعليمي في تايوان. يُنتج النظام طلابًا حاصلين على بعض أعلى الدرجات في الامتحانات على مستوى العالم، وخاصة في الرياضيات والعلوم. أعلن الرئيس السابق ما يينغ جيو في شهر يناير من عام 2011 أن الحكومة ستبدأ التنفيذ التدريجي لبرنامج تعليم إلزامي مدته اثنتا عشر سنة بحلول عام 2014.
في عام 2015، حقّق الطلبة التايوانيون بعض أفضل الدرجات في الرياضيات والعلوم ومحو الأمية على مستوى العالم، وفقًا للبرنامج الدولي لتقييم الطلبة (بيسا)، وهو تقييم عالمي للأداء المدرسي لطلاب المدارس الذين يبلغون 15 عامًا. تُعد تايوان إحدى دول منظمة التعاون الاقتصادي والتنمية (أوه إي سي دي) ذات الأداء الأفضل في محو الأمية والرياضيات والعلوم بمتوسط درجات للطلبة يبلغ 523.7، بالمقارنة مع متوسط أوه إي سي دي البالغ 493، ما يضعها في المرتبة السابعة عالميًّا ويجعلها تمتلك بعض القوى العاملة ذات المستويات التعليمية الأفضل في العالم بين دول أوه إي سي دي. رغم أن القانون الحالي يفرض تسع سنوات فقط من التعليم المدرسي، فإن 95 بالمئة من طلاب التعليم الإعدادي يكملون دراستهم في المدارس الثانوية المهنية العليا، والمدارس التجارية، والكليات الجامعية من المرحلة الأولى، والجامعات.
في تايوان، يُعد الالتزام بالنموذج التعليمي الكونفوشيوسي حيث يؤمن الآباء بالتعليم الجيد أولويةً قصوى بالنسبة إلى العائلات التايوانية وهدفًا مهمًّا في حياة أطفالهم. يؤمن العديد من الآباء في تايوان بأن الجهد والمثابرة أهم من القدرة الفطرية إن أراد أطفالهم نيلَ درجات أفضل في المدرسة. يتشارك المعلمون ومستشارو التوجيه والمدارس هذه القناعات إذ إنهم يُبقون الآباء مطَّلعين بصورة منتظمة على الأداء الأكاديمي العام لأطفالهم في المدرسة. يملك الكثير من الآباء آمالًا كبيرة من أجل أطفالهم، ويشددون على التحصيل الأكاديمي، ويتدخلون بصورة فعالة في التقدم الأكاديمي لأطفالهم عبر التحقق من نيلهم درجاتٍ عالية وتقديم تضحيات كبيرة تتضمن اقتراض المال من أجل تسجيلهم في الجامعة.
لقد أُشيدَ بنظام تايوان التعليمي نظرًا إلى دوره في تعزيز تطور تايوان الاقتصادي، ونتائج الاختبارات العالية، وارتفاع معدل دخول الجامعة. يحمل 45 بالمئة من التايوانيين الذين تتراوح أعمارهم بين 25 و64 عامًا درجة البكالوريوس أو ما يفوقها. بالإضافة إلى ذلك، تعرَّض النظام التعليمي للانتقاد بسبب تركيزه المفرط على الحفظ عن ظهر قلب والضغط الأكاديمي الشديد الذي يمارسه على الطلبة. يواجه الطلبة في تايوان ضغطًا هائلًا من أجل النجاح الأكاديمي من قبل أهاليهم ومعلّميهم وأقرانهم ومن قبل المجتمع، وذلك بهدف تأمين وظائف عمل مرموقة من ذوي الياقات البيضاء وتجنب التعليم المهني والتفكير النقدي والإبداع. نتيجة لقلة وظائف العمل المرموقة والعدد الزائد من خريجي الجامعات الذين يسعَون وراءها، فقد عُيّن العديد منهم في وظائف أقل شأنًا وبرواتب أقل بكثير من طموحاتهم. تعرضت جامعات تايوان للانتقاد أيضًا بسبب عدم مواكبتها للتوجهات التقنية ومتطلبات العمل في أسواق العمل سريعة الحركة، ما يشير إلى عدم توافق المهارات الذي انتقده خريجو الجامعات ذوو التعليم العالي والتقييم الذاتي. بالإضافة إلى ذلك، انتُقدت الحكومة التايوانية بسبب تقويض الاقتصاد نتيجة عدم قدرتها على تأمين وظائف العمل الكافية لدعم متطلبات خريجي الجامعات الكثُر العاطلين عن العمل.

## نظرة تاريخية
طبّقت شركة الهند الشرقية الهولندية، ومُوالُو الصينيين المينغ تحت حكم كوكسينغا، والصين تحت حكم التشينغ، واليابانيون جميعًا أنظمةً تعليمية في تايوان. دُرّست المسيحية أثناء الحكم الهولندي. كان هناك أيضًا العديد من الأكاديميات في تايوان، مثل أكاديمية داودونغ، وأكاديمية فونغي، وأكاديمية هوانغسي، وأكاديمية جين وين، وأكاديمية مينغكسين، وأكاديمية بينغتونغ.
في فترة 1944-1945، سيطرت جمهورية الصين التي يحكمها الحزب القومي الصيني بقيادة شيانغ كاي شيك على الجزيرة؛ قُلصت البنية التحتية للمدرسة الخاصة الموجودة في هذه الفترة بسبب الشكوك حول ولائها السياسي. بعد انسحاب جمهورية الصين إلى تايوان في عام 1949، سعَوا إلى استخدام المدارس الحكومية لاستيعاب السكان التايوانيين؛ قُمعت المدارس الخاصة لأنها اعتُبرت عقبةً في وجه هذه العملية. لكن بحلول عام 1954، استسلم الحزب لدعوات إصلاح التعليم وبدأ بتفعيل التعليم الخاص وتوسيع نطاقه. اتخذ القوميون عددًا من الإجراءات (مثل ملء مجالس إدارة المدارس بالموالين والتحكم الدقيق بالتمويل الحكومي) لضمان بقاء التعليم الخاص تحت نفوذ الدولة.

## التعليم العام
يمتد نظام التعليم العام في تايوان من مدارس الحضانة وحتى الجامعات. يُعد التعليم الحكومي إلزاميًّا من التعليم الابتدائي وحتى الإعدادي منذ عام 1968. في عام 2001، أُنفقت نسبة تقارب 16℅ من الميزانية المركزية على قطاع التعليم. في شهر يناير من عام 2011، أعلن الرئيس <ما> عن خطط لتطبيق برنامج تعليم إلزامي كامل مدته اثنتا عشر سنة بحلول عام 2014. بالإضافة إلى ذلك، بدأ الدعم المالي للتعليم ما قبل المدرسي، انطلاقًا من الإعفاء من الرسوم.
يُنظَّم الالتحاق بالمدرسة الثانوية والجامعة عبر سلسلة من الامتحانات الوطنية. يُعد الانضباط في المدارس الحكومية بجميع المراحل صارمًا جدًّا بصورة عامة إذ يشكل الزيّ المدرسي الموحد ونفير الصباح عرفًا فيها. إن الطلاب من جميع المراحل حتى المرحلة الثانوية مسؤولون عن تنظيف صفوفهم الدراسية والمناطق المحيطة بمدارسهم، إذ تُعد فترة التنظيف من الطقوس اليومية. إن العقوبة البدنية ممنوعة رسميًّا، لكن هناك تقارير عديدة تقترح أن الكثير من المعلمين ما زالوا يمارسونها، ويرجع ذلك بصورة كبيرة إلى أن أغلب الآباء يدعمونها.
تتألف السنة الدراسية من فصلين. يبدأ فصل الخريف في بداية شهر سبتمبر ويستمر حتى أواخر يناير أو بداية فبراير. تستمر العطلة الشتوية لمدة ثلاثة أو أربعة أسابيع حول السنة القمرية الجديدة. يبدأ فصل الربيع بعد مهرجان الفانوس في منتصف فبراير وينتهي في أواخر شهر يونيو. بدءًا من المرحلة المدرسية المتوسطة فصاعدًا، تُقيم العديد من المدارس <<فصولًا دراسية تكميلية اختيارية>> خلال الشتاء والعطلة الصيفية بالإضافة إلى الفصول بعد الساعات الدراسية العادية. ورغم اسمها، فالحضور إلزامي في العديد من الحالات. تُعد المندرينية اللغةَ المستخدمة في التعليم.

## الصفوف الدراسية
تنقسم السنة الدراسية إلى فصلين. يبدأ الأول مع بداية شهر سبتمبر وينتهي في يناير؛ يبدأ الثاني في منتصف شهر فبراير وينتهي في أواخر يونيو.
هناك مسارات مختلفة للتعليم الثالثي والتعليم العالي في تايوان بالإضافة إلى وجود تنوع في المراحل والسنوات الدراسية.
علاوة على ذلك، يتوفر التعليم الخاص وتعليم الكبار والتعليم المستمر في تايوان وهي تتبع أنظمة مشابهة لتلك المذكورة أعلاه.

## التعليم الوطني
إن التعليم الأساسي الوطني الحالي في تايوان مدته 12 سنة. لقد حلَّ تطبيقُ هذا التعليم الإلزامي محلَّ برنامج التعليم السابق الذي تبلغ مدته 9 سنوات.
اقتُرحت سياسة التعليم المكون من 12 سنة أساسًا في عام 1983، لكنها أُجّلت لأسباب مالية.

## المدرسة الابتدائية
تضم المدارس الابتدائية الصفوف من الأول حتى السادس، وتُقام الفصول الدراسية من يوم الإثنين إلى يوم الجمعة، عادة من الساعة 7:30 صباحًا حتى الساعة 4 مساءً (أو حتى الظهيرة في أيام الأربعاء). تتضمن المواد الدراسية:
المندرينية: لغة التعليم الرسمية.
الرياضيات: يبدأ تعليم الرياضيات من الأساسيات وحتى الجبر والهندسة التمهيديين في الصف السادس.
العلوم: تغطي صفوف العلوم الشاملة أساسيات علم الأحياء والفيزياء والكيمياء.
الإنجليزية: تُعد اللغة الإنجليزية مادةً إلزاميةً في نظام التعليم العام بدءًا من الصف الثالث الابتدائي.
اللغات المحلية: تتوفر صفوف لغات إضافية تشمل اللغة التايوانية ولغة الهاكا الصينية.

## الدراسات الاجتماعية
الموسيقا
الفن